# Atimura affinis
Atimura affinis là một loài bọ cánh cứng trong họ Cerambycidae.